# Pogonatum procerum
Pogonatum procerum är en bladmossart som beskrevs av W. P. Schimper in Jaeger 1875. Pogonatum procerum ingår i släktet grävlingmossor, och familjen Polytrichaceae. Inga underarter finns listade i Catalogue of Life.